# Tinte
Tinte (51° 53′ N, 4° 08′ L) é uma cidade dos Países Baixos, na província de Holanda do Sul. Tinte pertence ao município de Westvoorne, e está situada a 6 km, a norte de Hellevoetsluis.
A área de Tinte, que também inclui as partes periféricas da cidade, bem como a zona rural circundante, tem uma população estimada em 537 (2011) habitantes.